# Scituloglaucytes salomonum
Scituloglaucytes salomonum là một loài bọ cánh cứng trong họ Cerambycidae.